# Etrian Odyssey V: Beyond the Myth
Etrian Odyssey V: Beyond the Myth (世界樹の迷宮V 長き神話の果て, Sekaiju no Meikyū V: Nagaki Shinwa no Hate) est un jeu vidéo de type dungeon crawler développé et édité par Atlus, sorti en 2016 sur Nintendo 3DS.

## Accueil
- Eurogamer Italie : 9/10[1]